# Ranpo Edogawa
Tarō Hirai (平井 太郎 Hirai Tarō?,  Nabari, Prefectura de Mie, 21 de octubre de 1894 - Japón, 28 de julio de 1965), mejor conocido bajo su seudónimo de Ranpo Edogawa (江戸川 乱歩 Edogawa Ranpo?), también romanizado como Rampo, fue un novelista y crítico literario japonés, que desempeñó un papel importante en el desarrollo de la ficción detectivesca japonesa. Muchas de sus novelas tienen como protagonista al detective Kogorō Akechi, quien en sus libros posteriores fue el líder de un grupo de detectives conocido como el Shōnen tantei-dan (少年探偵団 lit. El grupo de los jóvenes detectives?).
Ranpo fue un gran admirador de escritores de misterio occidentales, especialmente de Edgar Allan Poe. De hecho, su seudónimo no es otra cosa más que el nombre de Poe pronunciado en japonés. Otros autores que influenciaron en él fueron Sir Arthur Conan Doyle, cuyas obras intentó traducir al japonés durante sus días como estudiante en la Universidad de Waseda, y el escritor japonés Ruikō Kuroiwa.

## Biografía
En el año 1916, se graduó en la Universidad de Waseda. Ranpo fue un gran admirador de los escritores de misterio de Occidente, en especial de Edgar Allan Poe. El seudónimo "Edogawa Ranpo" es, de hecho, "Edgar Allan Poe" pronunciado a la japonesa. Otros autores que tuvieron gran influencia en él fueron Maurice Leblanc y Sir Arthur Conan Doyle.
Creó la Asociación Japonesa de Escritores de Misterio, de la que llegaría ser nombrado presidente honorífico. En el anime y manga de Detective Conan, el protagonista, Shinichi Kudo, creó su seudónimo, bajo el apellido Edogawa, por Ranpo Edogawa, y el nombre de Conan por Sir Arthur Conan Doyle, creando así Conan Edogawa. Además, Conan ayuda al despistado detective Kogoro Mouri, que se llama como el principal detective de las novelas de Ranpo, Kogoro Akechi.
Ranpo aparece como protagonista en la película de 1994 The Mystery of Rampo. En 2005 filmaron Rampo Noir, como estrella Tadanobu Asano, creando cuatro historias cortas en esta película. En julio de 2015, se emitió un anime llamado Ranpo Kitan: Game of Laplace, un anime de misterio dedicado a Ranpo, en el opening aparece escrito: "En conmemoración del 50 aniversario de la muerte de Ranpo Edokawa".
En la serie Bungou Stray Dogs el personaje que ostenta el poder de "Ultradeducción" se llama Ranpo Edogawa y trabaja como detective. En el anime Trickster Edogawa Ranpo Shounen Tanteidan Yori el líder de Shounen Tanteidan se hace llamar Kogorou Akechi.
Está enterrado en el cementerio de Tama, en la ciudad de Fuchū, habiendo legado unas magníficas obras y el premio literario llamado Premio Edogawa Ranpo (creado por él) a la mejor novela de misterio del año.

## Libros

### Kogoro Akechi
- D坂の殺人事件 (D-zaka no satsujin jiken?)1925
- 心理試験 (Shinri Shiken?)1925
- 黒手組 (Kurote-kumi?)marzo de 1925
- 幽霊 (Yūrei?)mayo de 1925
- 屋根裏の散歩者 (Yane-ura no Sanposha?)agosto de 1925
- 一寸法師 (Issun-bōshi?)1926
- 何者 (Nanimono?)noviembre de 1929
- 蜘蛛男 (Kumo-otoko?)1929
- 猟奇の果 (Ryōki no Hate?)1930
- 魔術師 (Majutsu-shi?)1930
- 吸血鬼 (Kyūketsuki?)1930
- 黄金仮面 (Ōgon-kamen?)1930
- 黒蜥蜴 (Kuro-tokage?) Se basó en esta la película Black Lizard de Kinji Fukasaku de 1968
- 人間豹 (Ningen-Hyō?)1934
- 悪魔の紋章 (Akuma no Monshō?)1937
- 暗黒星 (Ankoku-sei?)1939
- 地獄の道化師 (Jigoku no Dōkeshi?)1939
- 兇器 (Kyōki?)Junio de 1934
- (化人幻戯 Kenin-Gengi?)1954
- 影男 (Kage-otoko?)1955
- 月と手袋 (Tsuki to Tebukuro?)abril de 1955

### Otros
- 二銭銅貨? (Nisen Dōka?)1923
- 白昼夢 (Hakuchū-mu?)1925
- 人間椅子 (Ningen isu?)Octubre de 1925
- 赤い部屋 (Akaï heya?)abril 1925
- パノラマ島奇談 (Panorama-tō Kidan?)1926
- 湖畔亭事件 (Kohan-tei Jiken?)1926
- 鏡地獄 (Kagami-jigoku?)1926
- 陰獣 (Injū?)1928
- 芋虫 (Imomushi?)1929
- 孤島の鬼 (Kotō no Oni?)1929
- 押絵と旅する男 (Oshie to Tabi-suru Otoko?)1929
- 白髪鬼 (Hakuhatsu-ki?)1931
- 盲獣 (Mōjū?)1931
- 妖虫 (Yōchū?)1933
- 緑衣の鬼 (Ryokui no Oni?)1936
- 幽霊塔 (Yūrei-tō?); la traducción de la novela es "A Woman in Grey" de Alice Muriel Williamson, adaptada por 黒岩涙香 (Kuroiwa Ruiko?)1937
- 幽鬼の塔 (Yūki no Tō?)1939
- 三角館の恐怖 (Sankaku-kan no kyōfu?)1951
- 十字路 (Jūjiro?)1955

## Filmografía
- Rampo Noir (2005): Guionista
- Gemini (1999): Guionista
- The D-Slope Murder Case (1998): Guionista
- The Mystery of Rampo (1994): Protagonista
- Blind Beast (1969): Guionista